# Wang Manyu
Wang Manyu (Qiqihar, 9 de fevereiro de 1999) é uma mesa-tenista chinesa, campeã olímpica.

## Carreira
Manyu conquistou a medalha de ouro nos Jogos Olímpicos de Verão de 2020 em Tóquio na disputa por equipes, ao lado de Cheng Meng e Sun Yingsha, após derrotarem as japonesas Mima Ito, Kasumi Ishikawa e Miu Hirano na final.